# Gaz Derāz
Gaz Derāz (persiska: گز دراز, گازِه دِراز, گَزِه دَراز) är en ort i Iran.   Den ligger i provinsen Bushehr, i den södra delen av landet, 800 km söder om huvudstaden Teheran. Gaz Derāz ligger 23 meter över havet och antalet invånare är 142.
Terrängen runt Gaz Derāz är platt åt nordost, men åt sydväst är den kuperad. Runt Gaz Derāz är det glesbefolkat, med 17 invånare per kvadratkilometer. Närmaste större samhälle är Kākī, 11,0 km öster om Gaz Derāz. Trakten runt Gaz Derāz är ofruktbar med lite eller ingen växtlighet.